# Límit Schwinger

Un diagrama de Feynman (diagrama de caixa) per a la dispersió de fotòns; un fotó es dispersa a partir de les fluctuacions transitòries de càrrega de buit de l'altre.

En electrodinàmica quàntica (QED), el límit de Schwinger és una escala per sobre de la qual s'espera que el camp electromagnètic es torni no lineal. El límit va ser derivat per primera vegada en un dels primers èxits teòrics de QED per Fritz Sauter el 1931 i discutit més endavant per Werner Heisenberg i el seu estudiant Hans Heinrich Euler. El límit, però, s'anomena comunament a la literatura per Julian Schwinger, que va derivar les principals correccions no lineals dels camps i va calcular la velocitat de producció de parells electró-positró en un camp elèctric fort. El límit s'informa normalment com a camp elèctric màxim o camp magnètic abans de la no linealitat per al buit de
{\displaystyle E_{\text{c}}={\frac {m_{\text{e}}^{2}c^{3}}{q_{\text{e}}\hbar }}\simeq 1.32\times 10^{18}\,\mathrm {V} /\mathrm {m} }
{\displaystyle B_{\text{c}}={\frac {m_{\text{e}}^{2}c^{2}}{q_{\text{e}}\hbar }}\simeq 4.41\times 10^{9}\,\mathrm {T} ,}
on me és la massa de l'electró, c és la velocitat de la llum en el buit, qe és la càrrega elemental i ħ és la constant de Planck reduïda. Aquestes són enormes forces de camp. Aquest camp elèctric és capaç d'accelerar un protó des del repòs fins a l'energia màxima aconseguida pels protons al Gran Col·lisionador d'Hadrons en només 5 micròmetres aproximadament. El camp magnètic s'associa amb la birrefringència del buit i es sobrepassa en els magnetars.
En el buit, les equacions clàssiques de Maxwell són equacions diferencials perfectament lineals. Això implica, pel principi de superposició, que la suma de dues solucions qualsevol de les equacions de Maxwell és una altra solució de les equacions de Maxwell. Per exemple, dos feixos de llum que s'entrecreuen simplement haurien de sumar els seus camps elèctrics i passar l'un a l'altre. Així, les equacions de Maxwell prediuen la impossibilitat de qualsevol dispersió elàstica fotó-foton que no sigui trivial. A QED, però, la dispersió no elàstica de fotons i fotons es fa possible quan l'energia combinada és prou gran per crear parells virtuals electró-positró de manera espontània, il·lustrat pel diagrama de Feynman a la figura adjacent. Això crea efectes no lineals que són aproximadament descrits per la variant no lineal d'Euler i Heisenberg de les equacions de Maxwell.
Una sola ona plana és insuficient per provocar efectes no lineals, fins i tot en QED. La raó bàsica d'això és que una sola ona plana d'una energia donada sempre es pot veure en un marc de referència diferent, on té menys energia (el mateix és el cas d'un sol fotó). Una sola ona o fotó no té un marc de centre d'impuls on la seva energia ha de tenir un valor mínim. Tanmateix, dues ones o dos fotons que no viatgen en la mateixa direcció sempre tenen una energia combinada mínima en el seu marc del centre del moment, i és aquesta energia i les intensitats del camp elèctric associades a ella, les que determinen la creació de partícula-antipartícula, i fenòmens de dispersió associats.
La dispersió de fotons-fotons i altres efectes de l'òptica no lineal al buit és una àrea activa de recerca experimental, amb la tecnologia actual o planificada que comença a apropar-se al límit de Schwinger. Ja s'ha observat a través de canals inelàstics a l'experiment SLAC 144. Tanmateix, no s'han observat els efectes directes en la dispersió elàstica. A partir del 2012, la millor restricció a la secció transversal de dispersió elàstica de fotons i fotons pertanyia a PVLAS, que va informar d'un límit superior molt per sobre del nivell previst pel model estàndard.
Es van fer propostes per mesurar la dispersió elàstica llum per llum utilitzant els forts camps electromagnètics dels hadrons xocats a l'LHC. El 2019, l'experiment ATLAS a l'LHC va anunciar la primera observació definitiva de la dispersió fotó-fotó, observada en col·lisions d'ions de plom que van produir camps tan grans com 1025 V/m, molt per sobre del límit de Schwinger. L'observació d'una secció transversal més gran o més petita que la prevista pel model estàndard podria significar una nova física com els axions, la cerca dels quals és l'objectiu principal de PVLAS i de diversos experiments similars. ATLAS va observar més esdeveniments del que s'esperava, potencialment evidència que la secció transversal és més gran del previst pel model estàndard, però l'excés encara no és estadísticament significatiu.